# Microdiplodia acaciarum
Microdiplodia acaciarum är en svampart som beskrevs av Petr. 1959. Microdiplodia acaciarum ingår i släktet Microdiplodia och familjen Botryosphaeriaceae.   Inga underarter finns listade i Catalogue of Life.